# Сапожников, Сергей Павлович
Сапожников Сергей Павлович (30 мая 1961 — 15 апреля 2022) — советский и российский учёный.

## Биография
Сергей Павлович — доктор медицинских наук. Окончил Пермский медицинский институт (1985). С 1985 работал в ЧГУ: ассистент (1985-91), доцент (1991—2006) кафедры профилактической медицины, с 2006 зав. кафедрой медицинской биологии с курсом микробиологии и вирусологии, с 2007 — профессор этой же кафедры. Докторскую диссертацию защитил в 2001 на тему «Влияние эколого-биогеохимических факторов среды обитания на функциональное состояние и здоровье населения Чувашии». Основные направления научной деятельности — поиск факторов риска хронических неспецифических заболеваний. С 2010 г. являлся зам. декана по научной работе и секретарем Ученого совета медицинского факультета. Подготовил 1 кандидата и 1 доктора медицинских наук.

## Образование и ученая степень, звание
Пермский государственный медицинский институт (1980—1986), медицинский факультет. Врач по специальности санитария, гигиена, эпидемиология.
Ученая степень — доктор медицинских наук. Диплом от 7 сентября 2001 г., 03.00.13 — физиология, 14.00.07 — гигиена.
Ученая степень — кандидат медицинских наук. Диплом от 5 июня 1991 г., 14.00.07 — гигиена.
Ученое звание — доцент. Аттестат от 29 сентября 1993 г.

## Основные работы
До 2005
Петров Р. В., Соколова Е. В., Карзакова Л. М., Сусликов В. Л., Сапожников С. П. ОЦЕНКА ИММУННОГО СТАТУСА У НАСЕЛЕНИЯ, ПРОЖИВАЮЩЕГО В УСЛОВИЯХ ЕСТЕСТВЕННОГО ДЕФИЦИТА ЦИНКА. Иммунология. 1989; 10, № 3: 72-75.
Сапожников С. П., Сусликов В. Л. THE INTESTINAL BIOCENOSIS AS AN INFLUENCE MARKER OF POLYCOMPONENT MIXTURES ON THE ORGANISMS. BOOK. Biomarkers. 1995; 49.
Сапожников С. П. CONTENT OF MICROELEMENTS IN THE HAIR OF NEPALESE STUDENTS
Journal of Nepal Medical Association. 1997; 35. № 121: 58.
Акугинова З. Д., Сусликов В. Л., Куюкинова Г. Э., Анисимов И. В., Николаев В. П., Сапожников С. П., Никитина М. И., Илюшин Н. М. ОСОБЕННОСТИ ТУБЕРКУЛЕЗА В СХОДНЫХ БИОГЕОХИМИЧЕСКИХ СУБРЕГИОНАХ БИОСФЕРЫ ЧУВАШСКОЙ РЕСПУБЛИКИ И РЕСПУБЛИКИ САХА. Проблемы туберкулеза. 1997; 74. № 2: 24-26.
2005
Агаджанян Н. А., Тарасов Г. А., Хохлова Е. А., Сапожников С. П. ГИГИЕНИЧЕСКАЯ ОЦЕНКА ПИТАНИЯ СЕЛЬСКОГО НАСЕЛЕНИЯ ЧУВАШСКОЙ РЕСПУБЛИКИ В СВЯЗИ С РАСПРОСТРАНЕННОСТЬЮ ИНСУЛИННЕЗАВИСИМОГО САХАРНОГО ДИАБЕТА. Вестник восстановительной медицины. 2005; № 1: 56.
2006
Хохлова Е. А., Сапожников С. П., Толмачева А. Ю., Кондратьева С. Н., Работаев Е. Ф., Исаев Н. И.
ОЦЕНКА ЭФФЕКТИВНОСТИ ПРОГРАММЫ ПРОФИЛАКТИКИ ЙОДДЕФИЦИТНЫХ ЗАБОЛЕВАНИЙ СРЕДИ ДЕТЕЙ ДОШКОЛЬНОГО ВОЗРАСТА В ЧУВАШСКОЙ РЕСПУБЛИКЕ. Вопросы детской диетологии. 2006; 4. № 4: 60-63.
2012
Матвеев Р. С., Ямашев И. Г., Сапожников С. П., Карышев П. Б. РЕАКЦИЯ ЖЕЛЕЗИСТЫХ ОРГАНОВ НА ЭКСПЕРИМЕНТАЛЬНУЮ МАКРОГЛОССИЮ. Бюллетень экспериментальной биологии и медицины. 2012; 153. № 2: 244—248.
2015
Gordova V.S., Sergeeva V.E., Dyachkova I.M., Sapozhnikov S.P., Smorodchenko A.T.
MORPHOFUNCTIONAL ADAPTATION OF RAT THYMUS STRUCTURES TO SILICON CONSUMPTION WITH DRINKING WATER. Bulletin of Experimental Biology and Medicine. 2015; 158. № 6: 816—819.
Голенков А. В., Козлов В. А., Сапожников С. П., Трофимова И. Н., Михайлов И. В.
КЛИНИКО-ПСИХОЛОГИЧЕСКОЕ ИССЛЕДОВАНИЕ ТАБАЧНОЙ ЗАВИСИМОСТИ У БОЛЬНЫХ АЛКОГОЛИЗМОМ. Журнал неврологии и психиатрии им. C.C. Корсакова. 2015; 115. № 4-2: 40-45.
Козлов В. А., Сапожников С. П., Шептухина А. И., Голенков А. В. СРАВНИТЕЛЬНЫЙ АНАЛИЗ РАЗЛИЧНЫХ МОДЕЛЕЙ АМИЛОИДОЗА. Вестник Российской академии медицинских наук. 2015; 70. № 1: 5-11.
Козлов В. А., Сапожников С. П., Шептухина А. И., Голенков А. В. ПАРАМЕТАБОЛИЗМ КАК НЕСПЕЦИФИЧЕСКИЙ МОДИФИКАТОР СУПРАМОЛЕКУЛЯРНЫХ ВЗАИМОДЕЙСТВИЙ В ЖИВЫХ СИСТЕМАХ. Вестник Российской академии медицинских наук. 2015; 70. № 4: 397—402.
Сапожников С. П., Козлов В. А., Голенков А. В., Кичигин В. А., Карышев П. Б., Самаркина О. Ю.
ВЛИЯНИЕ ПРИЕМА АЛКОГОЛЯ НА ХРОНОЛОГИЧЕСКИЕ ЗАКОНОМЕРНОСТИ ВНЕЗАПНОЙ СЕРДЕЧНОЙ СМЕРТИ. Судебно-медицинская экспертиза. 2015; 58. № 3: 21-25.
2016
Сапожников С. П., Козлов В. А., Карышев П. Б., Кичигин В. А., Голенков А. В. ВЛИЯНИЕ ПРИЕМА АЛКОГОЛЯ НА ХРОНОБИОЛОГИЧЕСКИЕ РИТМЫ СУИЦИДАЛЬНОЙ АКТИВНОСТИ У ПАЦИЕНТОВ, НАХОДИВШИХСЯ ПОД НАБЛЮДЕНИЕМ НАРКОЛОГА И ПСИХИАТРА. Журнал неврологии и психиатрии им. C.C. Корсакова. 2016; 116. № 11-2: 30-35.
2017
Kozlov V.A., Sapozhnikov S.P., Sheptukhina A.I., Nikolaeva O.V., Karyshev P.B. SYSTEMIC AMYLOIDOSIS MODEL ON YOUNG MICE. Bulletin of Experimental Biology and Medicine. 2017; 162. № 4: 520—523.
Козлов В. А., Сапожников С. П., Карышев П. Б. ТРЕХЦВЕТНАЯ ОКРАСКА НА АМИЛОИД
Цитология. 2017; 59. № 9: 623—627.
Sapozhnikov S.P., Karyshev P.B., Kozlov V.A., Sheptukhina A.I., Nikolayeva O.V., Avruyskaya A.A., Mitrasov Y.N. NOVEL FLUORESCENT PROBES FOR AMYLOID DETECTION. Modern Technologies in Medicine. 2017; 9. № 2: 91-98.
2018
Голенков А. В., Орлов Ф. В., Сапожников С. П., Козлов В. А. СВЯЗЬ РАССТРОЙСТВ СНА С ГОЛОВНОЙ БОЛЬЮ. Журнал неврологии и психиатрии им. C.C. Корсакова. 2018; 118. № 1: 71-74.
Сапожников С. П., Козлов В. А., Кичигин В. А., Голенков А. В. ВКЛАД АЛКОГОЛЯ В СМЕРТНОСТЬ ОТ ВНЕШНИХ ПРИЧИН. Экология человека. 2018; № 3: 51-57.
2019
Ilyna L.Y., Kozlov V.A., Sapozhnikov S.P. HEPATIC MAST CELLS IN MICE WITH EXPERIMENTAL AMYLOIDOSIS. Bulletin of Experimental Biology and Medicine. 2019; 168. № 1: 14-17.
2021
Козлов В. А., Голенков А. В., Сапожников С. П. РОЛЬ ГЕНОМА В СУИЦИДАЛЬНОМ ПОВЕДЕНИИ (ОБЗОР ЛИТЕРАТУРЫ). Суицидология. 2021; 12. № 1 (42): 3-22.
Козлов В. А., Сапожников С. П., Голенков А. В. СУИЦИДАЛЬНОЕ ПОВЕДЕНИЕ: ГЕНЕТИЧЕСКИЙ АСПЕКТ ГЕНДЕРНОГО ПАРАДОКСА. Суицидология. 2021; 12. № 2 (43): 31-50.
2022
Ilyina L.Y., Kozlov V.A., Sapozhnikov S.P. MEGAKARYOCYTES OF THE SPLEEN IN EXPERIMENTAL AMYLOIDOSIS AND EFFECT OF RED WINE. Bulletin of Experimental Biology and Medicine. 2022; 172. № 5: 598—601.
Sapozhnikov S., Golenkov A., Rihmer Z., Ungvari G.S., Gazdag G.
WEEKLY PATTERNS OF SUICIDE AND THE INFLUENCE OF ALCOHOL CONSUMPTION IN AN URBAN SAMPLE. Ideggyogyaszati Szemle. 2022; 75. № 3-4: 99-104.
Козлов В. А., Сапожников С. П., Голенков А. В. РЕГИОНАЛЬНАЯ ДИНАМИКА КОЭФФИЦИЕНТА ГЕНДЕРНОЙ СУИЦИДАЛЬНОСТИ. Суицидология. 2022; 13. № 3 (48): 103—113.

## Монографии
1.Сапожников С. П. Эколого-биогеохимические факторы среды обитания и здоровье. Чебоксары: Изд-во Чуваш. ун-та,2001. 96 с.
2.Дьячкова И. М., Гордова В. С., Сергеева В. Е., Сапожников С. П. Некоторые адаптационные реакции тимуса на поступление кальция и кремния с питьевой водой. Чебоксары: Изд-во Чуваш. ун-та,2014.140 с.
3.Гордова В.С., Сергеева В. Е., Сапожников С. П. МОРФОЛОГИЧЕСКАЯ АДАПТАЦИЯ ВНУТРЕННИХ ОРГАНОВ К ПОСТУПЛЕНИЮ В ОРГАНИЗМ ВОДОРАСТВОРИМОГО СОЕДИНЕНИЯ КРЕМНИЯ Чебоксары, 2021. 208 с.
4.COVID-19: ПЕРВЫЙ ОПЫТ. 2020, Аксельров М. А., Алимова М. М., Барадулин А. А., Боечко Д. И., Бочкова В. Н., Братчик В. Е., Брынза Н. С., Буксеев А. Н., Булыгина И. Е., Бухна А. Г., Вельчева А. И., Викс А. О., Гарагашева Е. П., Голенков А. В., Гуськова О. А., Деомидов Е. С., Елистратова И. Н., Журавлева Е. В., Зотов П. Б., Игумнов С. А. и др. Тюмень, 2021. 463 с.